# Gaius Licinius Geta
Gaius Licinius Geta lebte an der Wende des 2. Jahrhunderts v. Chr. zum 1. Jahrhundert v. Chr. und stammte als Licinier aus einem der bedeutendsten plebeiischen Gentes Roms. Er war von senatorischem Stand und übte 119 v. Chr. die Praetur aus, um dann im Jahr 116 v. Chr. zusammen mit Quintus Fabius Maximus Eburnus das Konsulat zu bekleiden.
Im darauffolgenden Jahr wurde Gaius Licinius Geta zusammen mit weiteren 31 Senatoren durch die Zensoren Lucius Caecilius Metellus Diadematus und Gnaeus Domitius Ahenobarbus aus dem Senat entfernt.
Der Anlass, der zur Rüge in Form einer nota censoria führte und als disziplinare Sanktion den Ausschluss des Gaius Licinius Geta aus dem Senat (lectio senatus) bedeutete, ist nicht konkretisiert. Cicero bezieht sich in seiner Prozessrede für Aulus Clento Oratio beispielhaft auf Licinius Geta, wo er ein nicht näher erläutertes sittliches Fehlverhalten gegen die guten Sitten (contra bonos mores) als Grund für dessen Ausstoßung angibt.
Spätestens in einer darauffolgenden lectio senatus muss die Verweisung zurück- und Gaius Licinius Geta wieder in den Senat aufgenommen worden sein, da er im Jahr 108 v. Chr., gemeinsam mit seinem ehemaligen konsularischen Amtskollegen (consularis) Quintus Fabius Maximus Eburnus, das Zensoramt antrat.
Der weitere Werdegang des Gaius Licinius Geta und dessen Todesdatum sind nicht bekannt.